# تیانجین سی‌تی‌اف
تیانجین سی‌تی‌اف (انگلیسی: Tianjin CTF) ساختمان اداری مسکونی ۹۷ طبقه مستقر در شهر بینهای، تیانجین، چین است، که در سال ۲۰۱۹ احداث گردید.